# Gather the Faithful
Gather the Faithful è l'album di debutto della band power metal finlandese Cain's Offering. L'album è stato pubblicato il 22 luglio 2009 in Giappone, il 27 agosto 2009 in Europa e l'11 settembre 2009 in America.

## Tracce
1. My Queen Of Winter - 4:14 (Liimatainen - Liimatainen)
2. More Than Friends - 4:19 (Liimatainen - Liimatainen)
3. Oceans Of Regret - 6:20 (Liimatainen - Liimatainen)
4. Gather The Faithful - 3:50 (Liimatainen)
5. Into The Blue - 4:25 (Liimatainen - Liimatainen)
6. Dawn Of Solace - 4:18 (Liimatainen - Liimatainen)
7. Thorn In My Side - 4:07 (Liimatainen - Liimatainen)
8. Morpheus In A Masquerade - 6:50 (Liimatainen - Liimatainen)
9. Stolen Waters - 4:34 (Liimatainen - Liimatainen)
10. Tale Untold [bonus track] - 4:07 (Liimatainen - Liimatainen)
11. Elegantly Broken - 2:45 (Liimatainen - Liimatainen)

## Membri
- Timo Kotipelto - voce
- Jani Liimatainen - chitarra
- Jukka Koskinen - basso
- Jani Hurula - batteria
- Mikko Härkin - tastiera